# Rainier Tower
La Rainier Tower  est un gratte-ciel de 157 mètres de hauteur construit à Seattle aux États-Unis dans l'État de Washington en 1977.
Il abrite des bureaux sur 31 étages desservis par 12 ascenseurs.
L'immeuble est l'un des très rare gratte-ciel de la planète dont la base est plus étroite que le corps principal du bâtiment. Il est surnommé « bâtiment castor » par les habitants de la ville, ressemblant à un tronc rongé par des castors. Le piédestal de l'immeuble mesure 37 mètres de hauteur.
L'emprise de la base au sol est de seulement 25 % de la superficie des étages supérieurs.
Les architectes sont l'agence Minoru Yamasaki & Associates (qui avait conçu les tours du World Trade Center de New York) et l'agence NBBJ

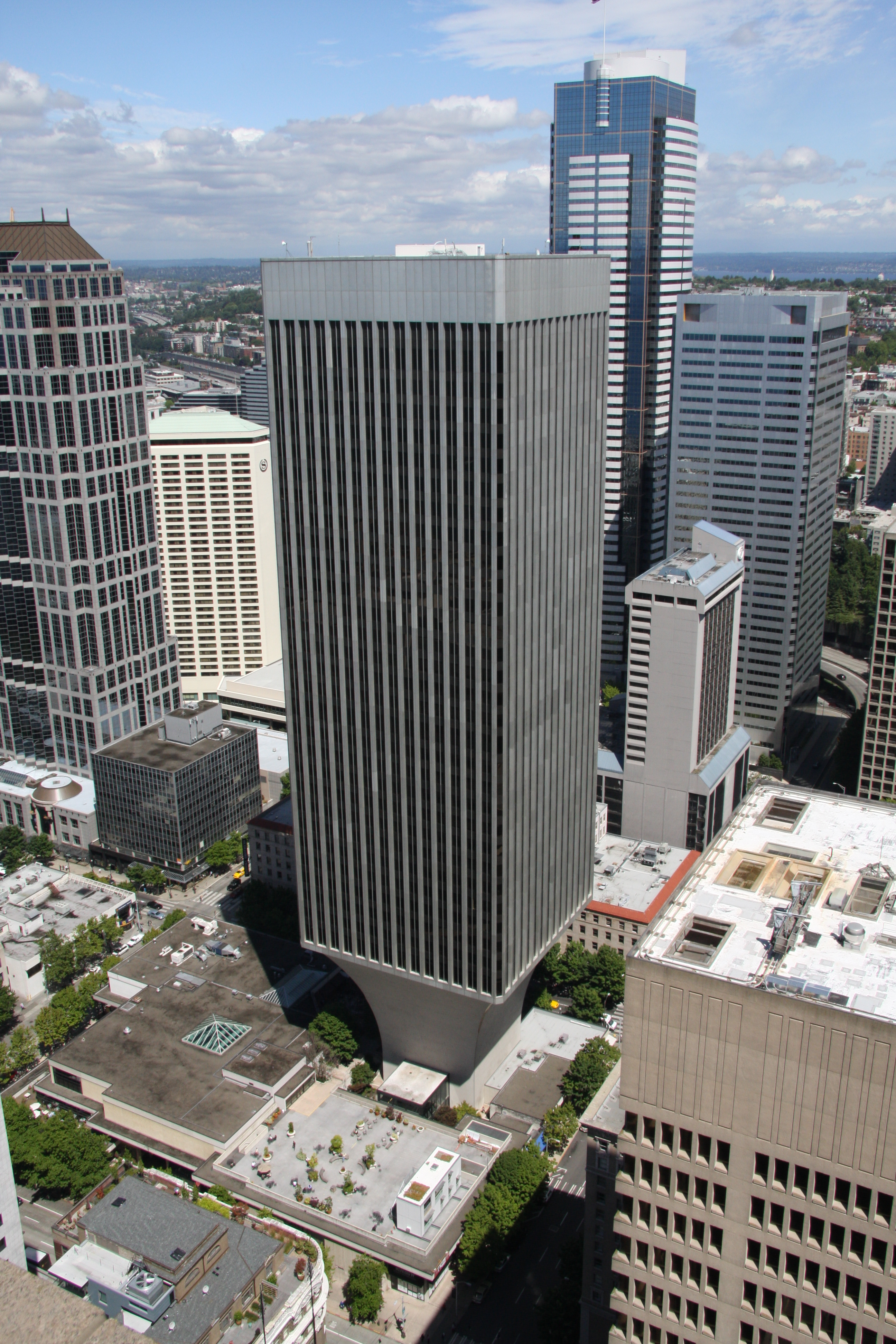

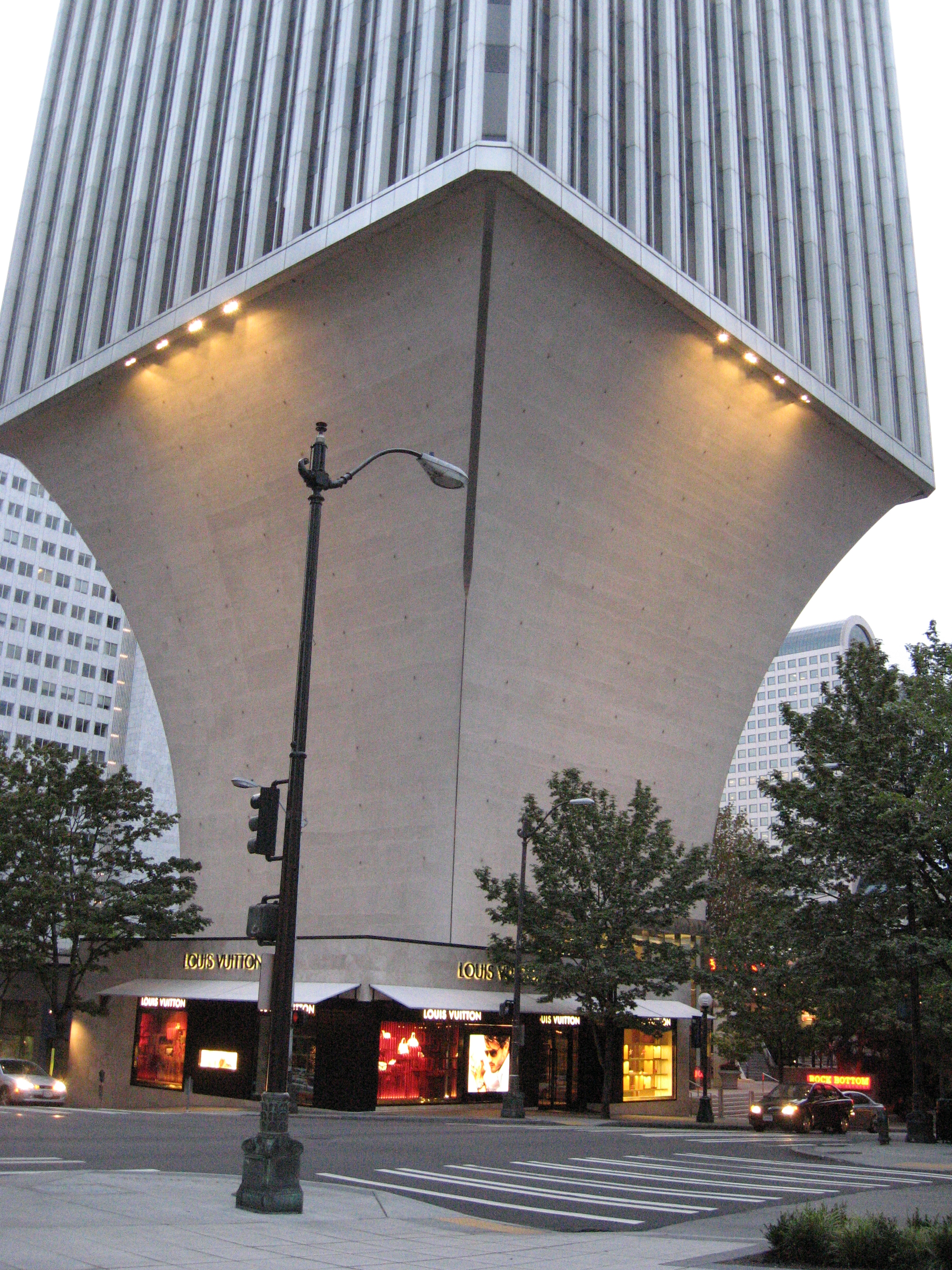